# Kreta
Kreta (Grieks: Κρήτη, Kriti) is het grootste van de Griekse eilanden, en is in grootte het vijfde eiland in de Middellandse Zee. Het eiland vormt, samen met een paar kleine nabijgelegen eilanden, tevens de zuidelijkste van de dertien Griekse regio's.
Door de gunstige ligging tussen de kusten van Klein-Azië, Cyprus, Egypte en Syrië heeft Kreta, dat ook wel bekend is onder de Venetiaanse benaming Candia, een lange geschiedenis als centrum van de zeehandel. Tussen 1600 en 1400 v.Chr. bereikten de Kretenzers door die ligging een hoog beschavingspeil, dankzij hun heerschappij die op zeemacht berustte.

## Geografie

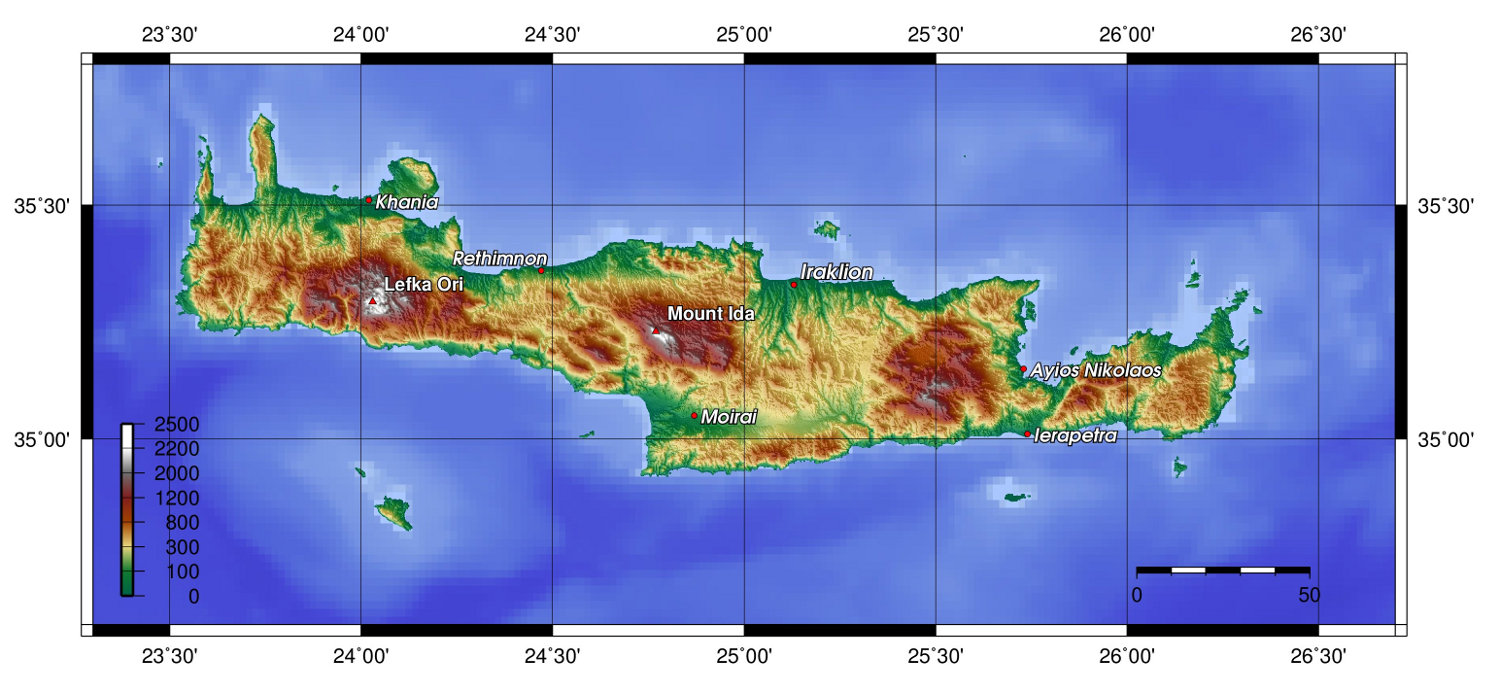
Topografische kaart van Kreta

De oppervlakte van Kreta bedraagt ruim 8300 vierkante kilometer. Kreta ligt in het zuiden van de Egeïsche Zee en vormt de grens met de Libische Zee. Het eiland is 260 kilometer lang en de breedte varieert van 12 kilometer, bij Ierapetra, tot 70 kilometer, tussen Heraklion en Lithinon.
Kreta is bergachtig en van west naar oost zijn er drie gebergtes te onderscheiden. In het westen bevindt zich de Lefka Ori (Witte Bergen), waarvan met 2452 meter de Pachnes de hoogste top is. Deze bergen zijn gedurende de winter besneeuwd en zelfs tot begin juni kan van grote afstand de resterende sneeuw worden gezien. De Samariakloof loopt door dit gebergte. In het centrale deel van Kreta bevindt zich het Idagebergte met de Ida Psiloritis als hoogste berg (2456 meter). In het oosten ligt bij de Lassithihoogvlakte het Diktigebergte, waarvan de Dikti met 2148 meter de hoogste berg is. De bergen bestaan grotendeels uit kalksteen en herbergen veel grotten en tegen de 50 kloven. Er zijn verspreid over Kreta een aantal kleine rivieren waarvan de meeste een groot deel van het jaar droog staan.
De zuidkust van Kreta kenmerkt zich door de steile rotswanden en door sterke erosie. De noordkust is relatief vlakker en aan deze zijde bevinden zich dan ook de meeste stranden. De weinige strandjes aan de zuidkust liggen meestal in afgelegen baaien. De afstand tussen Kreta en het vasteland van Griekenland bedraagt ongeveer 100 km. Zo'n 300 km ten zuiden van Kreta ligt het Afrikaanse land Libië.

### Eilanden
Rondom Kreta ligt een aantal kleinere eilanden, die bestuurlijk bij Kreta horen. Het grootste is Gavdos (29,6 km²), dat 36 kilometer ten zuiden van Chora Sfakion ligt in de Libische Zee. Gavdos vormt het meest zuidelijke punt van Griekenland. Nabij Gavdos ligt het kleinere Gavdopoula (2,6 km²). Ten zuiden van Ierapetra ligt het onbewoonde Chrisi (4,7 km²). Koufonisi (5,3 km²) ligt oostelijk van Chrisi. Ten noorden van de hoofdstad Iraklion ligt Dia.

### Bevolkingsontwikkeling en verstedelijking

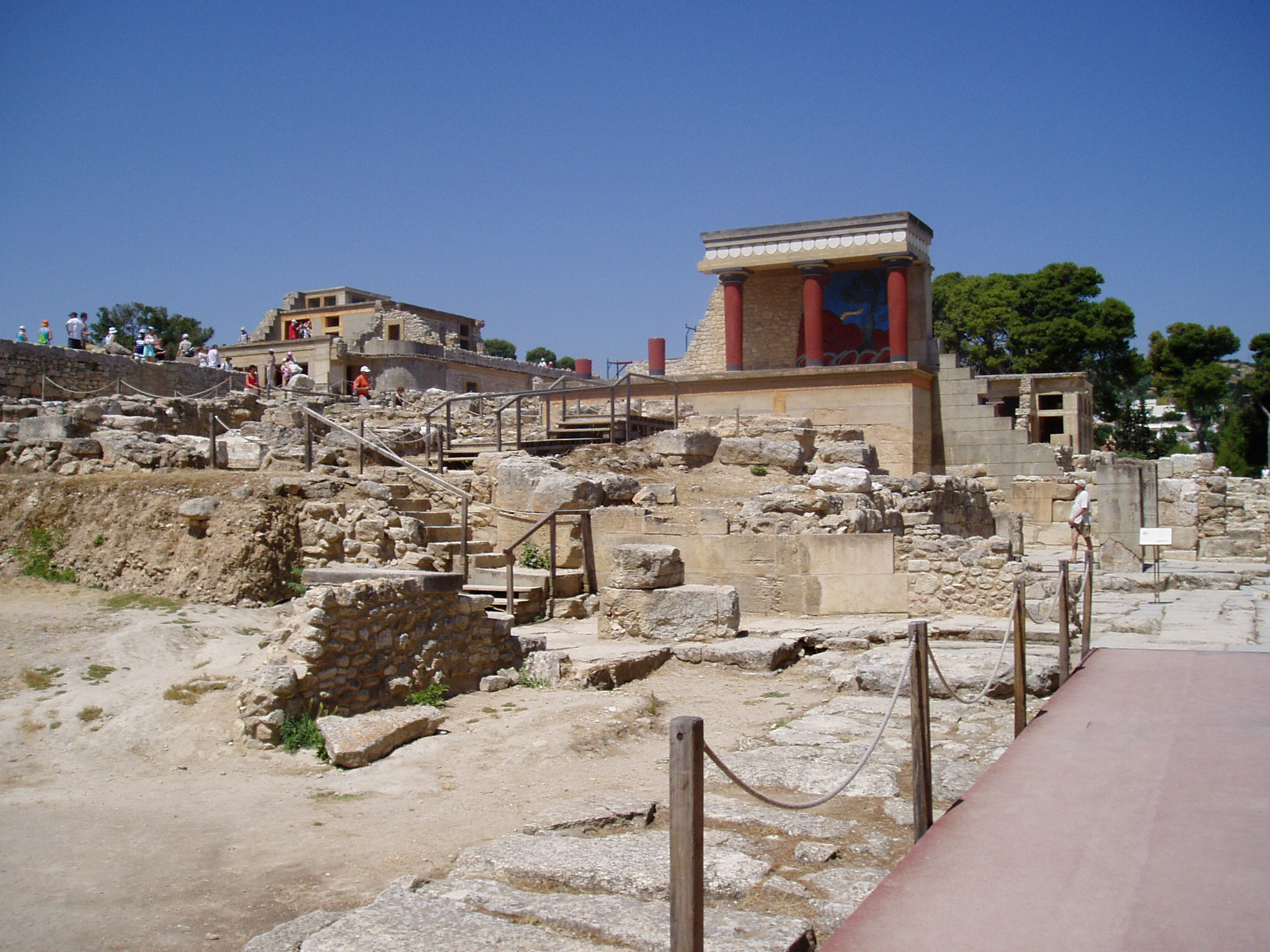
Knossos

Kreta telt ongeveer 620.000 inwoners. De grootste stad van Kreta is Iraklion (Heraklion) met ongeveer 175.000 inwoners. Heraklion is de vierde stad van Griekenland na Athene, Thessaloniki en Patras.
Andere steden zijn Chania (± 65.000 inw.) in het noordwesten, Rethimnon (± 32.000 inw.) dat precies tussen Iraklion en Chania in ligt en Agios Nikolaos (± 15.000 inw.) in het noordoosten. In het zuidoosten ligt Ierapetra met ± 14.000 inwoners. De inwonersaantallen schommelen omdat na het toeristische seizoen een groot aantal mensen zich weer terugtrekken op het vasteland. Veel dorpen in het binnenland zijn ontvolkt omdat de bewoners bij gebrek aan bestaansmogelijkheden naar de kust en het buitenland zijn getrokken. De huidige bevolking is samengesteld uit de verschillende volken die in de loop der tijden over het eiland trokken. Daardoor komen er naast het zwartharige mediterrane type ook mensen met blauwe ogen voor. Langere blonde mensen kunnen afkomstig zijn
van de Doriërs of van de West-Europese kruisvaarders. Een aparte bevolkingsgroep vormen de traditionele Sfakioten die voornamelijk leven in de bergen van Midden-Kreta rondom Sfakia.
Aan het eind van de 19e eeuw verlieten de meeste Turken het eiland; de rest van de Turken verliet het eiland in 1923 en hun plaats werd ingenomen door ca. 30.000 Grieken uit Klein-Azië.

### Bestuurlijke indeling[2]
Administratief is het eiland opgedeeld in vier regionale eenheden (perifereiaki enotita): Chania (Χανιά), Rethymno (Rethimnon) (Ρέθυμνο), Iraklion (Ηράκλειο) en Lassithi (Λασίθι). Voor 2011 hadden deze de status van prefectuur (nomos): sinds dat jaar hebben deze geen eigen bestuur meer.
Het inwonertal bedroeg in 2007 zo'n 600.000 waarvan ongeveer de helft in het departement Iraklion woont. Het havenstadje Ierapetra (14.000 inw.) is de meest zuidelijke stad van Europa.

### Klimaat
Kreta heeft een Middellandse Zeeklimaat met droge, hete zomers en milde regenrijke winters. In de zomer liggen de gemiddelde dagtemperaturen op zeeniveau rond de 30 °C met uitschieters naar 40 °C. In de winter bedraagt de gemiddelde middagtemperatuur op zeeniveau circa 15-20 graden hoewel koudere perioden voorkomen. De minimumtemperaturen liggen dan net boven het vriespunt, hoewel nachtvorst wel voorkomt. In de bergen liggen de temperaturen merkbaar lager. In de zomer is het overdag rond 20-25 graden met 's nachts een sterke afkoeling tot 5 à 10 graden. In de winter liggen er dikke pakken sneeuw op de toppen. Er is zelfs een skipiste aanwezig (omgeving Anogia).
De verschillen in regenval en temperatuur tussen oost en west en tussen noord en zuid zijn aanmerkelijk: het westen krijgt globaal gezien een 30% meer regen dan het oosten, de noordkust heeft 30% meer regen dan de zuidkust. De oorzaak is dat de regens in het voorjaar in het noordwesten langer aanhouden, en in het najaar daar het eerst beginnen.
In de winter staat Kreta onder invloed van Genua-depressies, dat zijn depressies die ontstaan in de westelijke Middellandse Zee en van daaruit oostwaarts trekken. Doordat in de winter de luchttemperatuur lager is dan die van het zeewater (dan ca. 16 graden) ontstaat plaatselijk een onstabiele situatie waardoor makkelijk neerslag zal vallen. Naarmate in het voorjaar de luchttemperatuur hoger wordt, verdwijnt de onstabiliteit en kan de lange droge zomer beginnen. Wanneer dit omslagpunt is bereikt hangt samen met de hoeveelheid en sterkte van de depressies—deze hangen samen met veel bewolking die de zon tegenhoudt en met veel neerslag die door verdamping het land afkoelt, wat opwarming door de zon tegenwerkt.
De regens in het najaar kunnen vroeg in september beginnen, of pas eind oktober of zelfs in november opkomen. De temperatuur blijft in deze periode aangenaam. Als de luchttemperaturen ten slotte zakken onder het niveau van de (in de zomer flink gestegen) watertemperaturen, treedt instabiliteit op waardoor de kans op regen sterk stijgt. Ook de hoogte boven zeeniveau speelt een rol: de bergen ontvangen doorgaans (veel) meer regen dan het laagland. Zo krijgen de Lefka Ori circa 2000 mm regen per jaar tegen Vai aan de oostkust circa 500 mm per jaar. Toch valt in de zomer (juni-augustus) ook in de bergen vaak helemaal geen neerslag.
Kreta staat bekend om het 'aangename' klimaat, wat inhoudt dat het er zelden benauwd is. De ligging omringd door zee houdt in dat het op Kreta haast overal waait. De meest gebruikelijke winden waaien uit het westen. In de zomer kan een sterke noordenwind, de Meltemi, opsteken, die dagenlang kan aanhouden en voor flinke afkoeling zorgt; in de winter waait soms de Notia (zuidenwind), die lijkt op de föhn. Deze wind uit de Sahara is van oorsprong droog, verliest eventueel vocht als hij tegen de centrale bergen van Kreta opstijgt om dan tijdens de daling naar de noordkust sterk op te warmen. Het is een stoffige, sterk drogende wind die als vervelend wordt ervaren. De wind laat een rood laagje stof achter. Dit zijn echter uitzonderingen. Een andere factor die het klimaat van Kreta aangenaam maakt is de matigende invloed van de zee waardoor het 's zomers nooit snikheet wordt; de middagtemperaturen in Iraklion en Chania liggen 's zomers vaak rond 30 graden terwijl die op het Griekse vasteland ruim boven de 35 graden uitkomen. Ook de winters op Kreta zijn gematigder, en door de zuidelijke ligging zachter, dan die in (bijvoorbeeld) Athene.
Bij minder stabiel weer kunnen wolken in de ochtend lang tegen de noordzijde van de bergen blijven hangen, wat tot in het late voorjaar en vanaf de vroege herfst wel (zelden) kan voorkomen. De nevel kan condenseren op planten die niet zouden kunnen groeien wanneer ze op deze manier niet van water werden voorzien. Meestal trekken deze nevels in de loop van de dag weer op.
| Gemiddelde           | jan | feb | mrt | apr | mei | jun | jul | aug | sep | okt | nov | dec |
| -------------------- | --- | --- | --- | --- | --- | --- | --- | --- | --- | --- | --- | --- |
| Dagtemperatuur       | 16  | 16  | 17  | 20  | 24  | 28  | 29  | 29  | 27  | 24  | 21  | 17  |
| Nachttemperatuur     | 9   | 9   | 10  | 12  | 15  | 19  | 21  | 22  | 19  | 16  | 14  | 11  |
| Zonuren per dag      | 3   | 5   | 6   | 8   | 10  | 12  | 13  | 12  | 10  | 7   | 6   | 4   |
| Regendagen per maand | 12  | 7   | 8   | 4   | 2   | 1   | 0   | 0   | 2   | 6   | 6   | 10  |
| Zeewater-temperatuur | 16  | 15  | 16  | 16  | 19  | 22  | 24  | 25  | 24  | 23  | 20  | 17  |

## Bezienswaardigheden
- Overblijfselen van het paleis van Knossos
- Samariakloof
- Spinalonga
- Vai
- Arkadi-klooster
- Phaestus
- Lassithihoogvlakte
- diverse plaatsen zoals Iraklion met het Archeologisch museum, Rethimnon, Chania

## Talen
De voertaal op Kreta is Grieks, wat ter plaatse veelal in dialect gesproken wordt. Engels vormt met name in de toeristische gebieden de tweede taal. In sommige bergdorpen spreekt de oudere generatie soms wat Duits.

## Economie

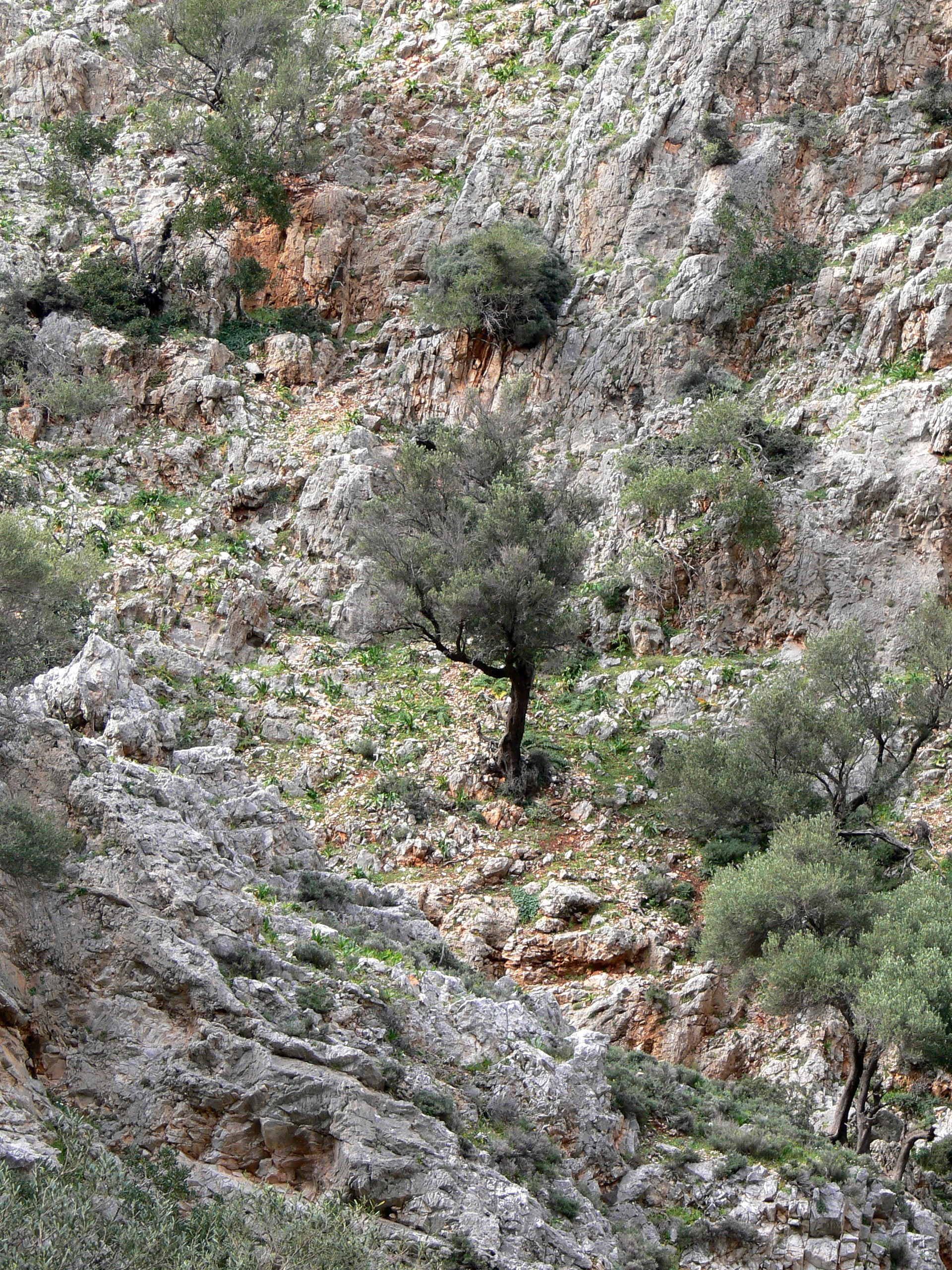
Olijfbomen in Akrotiri

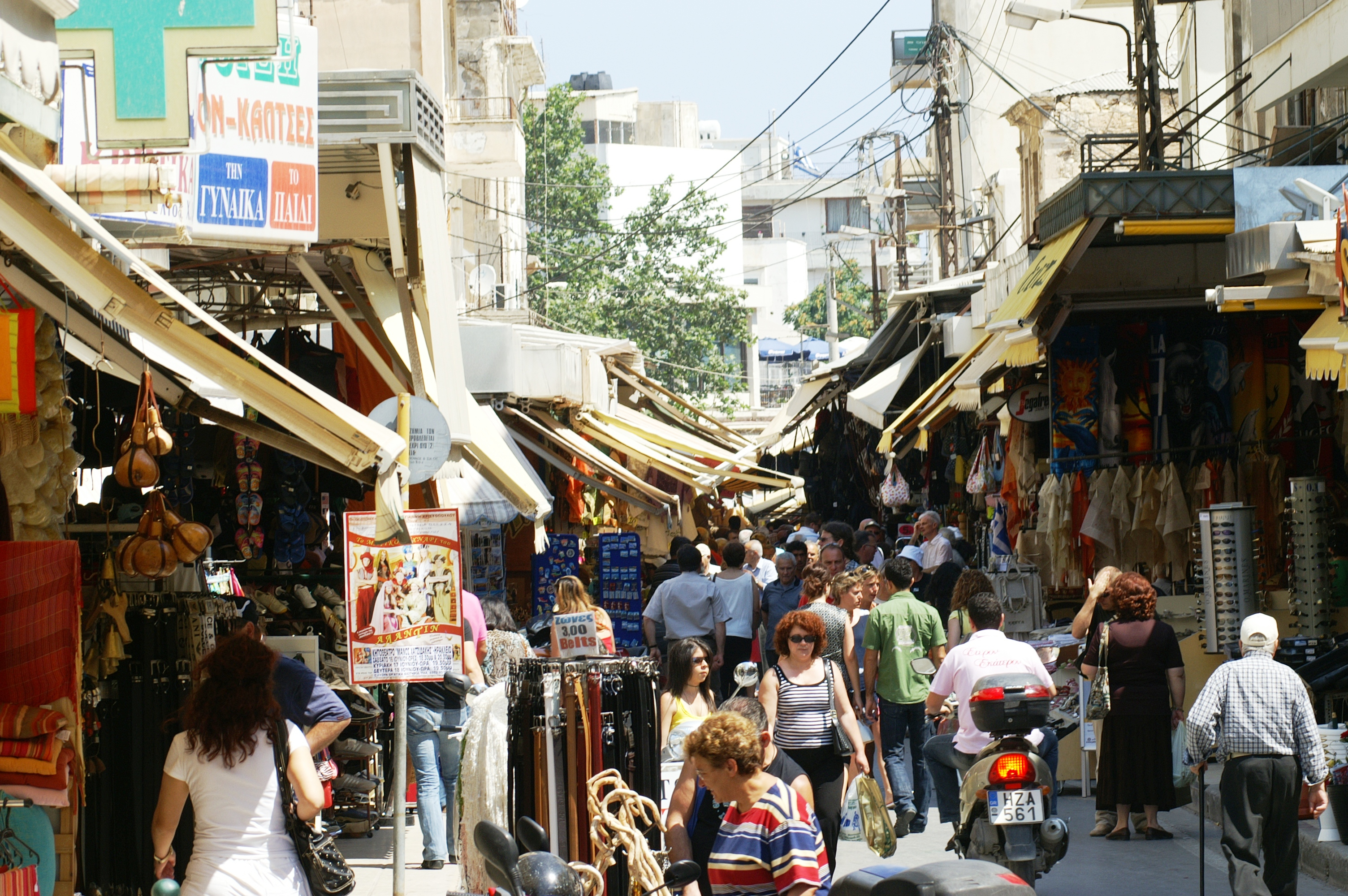
Markt in Iraklion

De voornaamste inkomstenbronnen van Kreta zijn landbouw en toerisme. De olijfteelt is belangrijk op Kreta en er wordt extra virgine olijfolie geproduceerd. Andere producten zijn sinaasappels, druiven, kasgroenten, honing, kaas en kruiden. Ten slotte worden er op Kreta grote aantallen geiten en schapen gehouden die geitenmelk en feta leveren. Door de verscheidenheid van het eiland is Kreta geliefd bij toeristen. Jaarlijks bezoeken ongeveer 5 miljoen mensen het eiland. Vooral in de zomers is het druk te noemen. Er zijn veel toeristenverblijven en resorts gebouwd.
Het inkomen per hoofd is ongeveer gelijk aan het Griekse gemiddelde terwijl de werkloosheid, dat 4% bedraagt, de helft van het gemiddelde is.
Kreta kent een tegenstelling tussen de agrarisch en toeristisch hoog ontwikkelde regio's en de achtergebleven regio's. De economische ontwikkeling vindt met name plaats in het noorden. Hierdoor zijn de dienstverlenende sectoren in het noorden ook beter ontwikkeld dan in het dunbevolkte zuiden van het eiland.
De basis van de Kretenzische economie vormen de geitenfokkerij, de olijventeelt en vooral het toerisme. Verder is de teelt van aardappelen, amandelen, granen, druiven, zuidvruchten en groenten met name belangrijk voor de eigen bevolking. In de jaren zeventig is de tuinbouw in belang toegenomen en worden er bijvoorbeeld komkommers en tomaten geëxporteerd. Deze tuinbouw vindt vooral in het zuidoosten plaats in kassen van doorschijnend landbouwplastic. Verder is Kreta een van de omvangrijkere exporteurs van olijfolie. Griekenland verbruikt meer dan vijftien kilo olijfolie per hoofd van de bevolking. Kreta is arm aan cultuurland: ca. 25% is bebouwbaar en ca. 50% is beweidbare ongecultiveerde grond. De handel in landbouwproducten verloopt voornamelijk via de havens langs de noordkust en via de twee luchthavens bij Iraklion en Chania. In de landbouw is ca. 45% van de beroepsbevolking werkzaam op bijna 100.000 bedrijven en bedrijfjes.
De veestapel omvat schapen en vooral geiten. Bekend is de geitenkaas of feta en de kaas en yoghurt van de schapen. De veeteelt concentreert zich voornamelijk in de bergachtige regio's. De Kretenzische wijnbouw gaat terug naar de Minoïsche tijd. Er wordt voor de export verbouwd. De totale oogst per jaar ligt tussen de 150.000 en 200.000 ton druiven. De visserij is blijft een bedrijfstak van belang, hoewel de Egeïsche Zee overbevist en vervuild is. 
De industriële verwerking van agrarische producten als olijfolie en kaas (o.a. graviera, anthotiro en mizithra) en de chemische industrie (onder meer zeep) zijn pas laat op het eiland geïntroduceerd en naar verhouding niet zo belangrijk. De bedrijvigheid concentreert zich vooral rond de hoofdstad Iraklion en rond Chania. De bodem bevat gips, ijzer en bruinkool maar de hoeveelheden zijn te weinig om te ontginnen.
De steden aan de noordkust (Chania, Rethymnon, Heraklion, Ágios Nikólaos, Sitia) zijn door een verkeersweg met elkaar verbonden; de verbindingen naar en langs de zuidkust zijn gering in aantal en vaak matig van kwaliteit.
Bij Chania, Heraklion en Sitia zijn vliegvelden. De verbinding per boot met het vasteland van Griekenland is in voornamelijk handen van de ANEK, een maatschappij volledig in Kretenzische handen.

### Toerisme

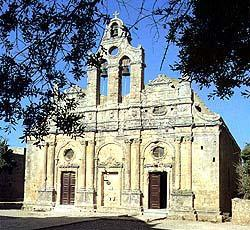
Arkadiklooster

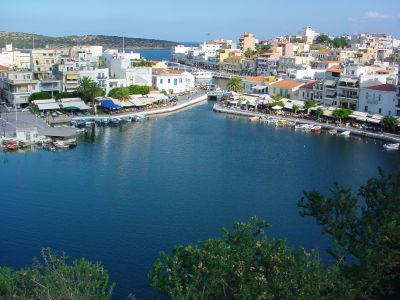
Agios Nikolaos

Mede vanwege het klimaat en de vele overblijfselen van de Minoïsche cultuur heeft het toerisme een hoge vlucht genomen en vormt al bijna net zo'n belangrijke bron van inkomsten als de landbouw. In 1972 bezochten 27.000 charterpassagiers Kreta, in 1991 waren dat er al meer dan een miljoen.
De meeste toeristen komen uit Groot-Brittannië en Duitsland. Per jaar bezoeken ongeveer 230.000 Nederlanders Kreta. Daarvan komt 85% aan in Iraklion en ongeveer 15% in Chania. Nederland is goed voor meer dan 11% van het totaal aantal toeristen dat Kreta jaarlijks bezoekt.
Het totaal aantal toeristen dat Griekenland jaarlijks bezoekt, met name met het vliegtuig, ligt rond de 6 miljoen. Het eiland Kreta wordt bezocht door ongeveer 33% van het totale aantal buitenlandse toeristen dat Griekenland jaarlijks bezoekt.
Kreta is veruit de populairste vakantiebestemming van Griekenland, gevolgd door de eilanden Kos en Rhodos. Het Griekse vasteland, waaronder de hoofdstad Athene, wordt minder bezocht.
Het massatoerisme vindt voornamelijk plaats tussen Iraklion en Malia aan de noordkust van Kreta. Dankzij het toerisme bedraagt de werkloosheid onder de beroepsbevolking maar 4%, terwijl het gemiddelde in Griekenland op 23% ligt. Het binnenland en de zuidkust zijn veel minder toeristisch. Hier wordt bijverdiend door kamerverhuur en het maken van handwerk.

## Kunst en cultuur
De Oud-Griekse kunst wordt over het algemeen door kunsthistorici gedefinieerd als kunst die in de Grieks-sprekende wereld werd vervaardigd tussen ongeveer 1050 v.Chr. en 27 v.Chr. De kunst van de Myceense beschaving, die van ongeveer 1600 v.Chr. tot ongeveer 1200 bloeide, wordt hier doorgaans niet onder begrepen: ondanks het feit dat de dragers van de Myceense cultuur een Grieks dialect spraken, daar er weinig of geen continuïteit tussen deze kunst en de latere Griekse kunst was. De Oud-Griekse kunst laat men eindigden met de inlijving van Griekenland in het Imperium Romanum. Dit is een redelijk rigide indeling, die soms moet worden doorbroken om de samenhang tussen de verschillende beschavingen die het oude Griekenland heeft gekend aan te tonen.

## Natuur
Het eiland Kreta is ontstaan door het over elkaar schuiven van Europese en Afrikaanse tektonische platen, op vergelijkbare wijze als waarop de Alpen en de Himalaya zijn ontstaan.

### Fauna
De dierenwereld op Kreta is niet erg veelzijdig. Het enige in de wilde natuur levende grotere zoogdier is de Kretenzische wilde geit, in de volksmond kri-kri genoemd. Deze geit komt voor in de moeilijk te bereiken delen van Kreta zoals de Witte Bergen en op de voor de kust gelegen eilandjes Dia, Agii Pántes en Agii Theodóri. Het simpelste is de wilde geit echter te zien in de stadsparken van Chania en Rethymnon.
Hazen en konijnen zijn zeldzaam geworden, omdat de Kretenzers hartstochtelijke jagers zijn. Zo zijn ook de das, de marter, de hermelijn, de wezel, de steenarend, de uil, de valk en de lammergier zeer zeldzaam geworden. Hagedissen en gekko's zijn talrijk op Kreta. Schorpioenen en slangen, waaronder ook giftige addersoorten, komen weliswaar voor in de natuur, maar vluchten weg voor mensen.
Duidelijk te horen zijn de cicaden, die in de bomen onophoudelijk hun gezang ten beste geven.

### Flora

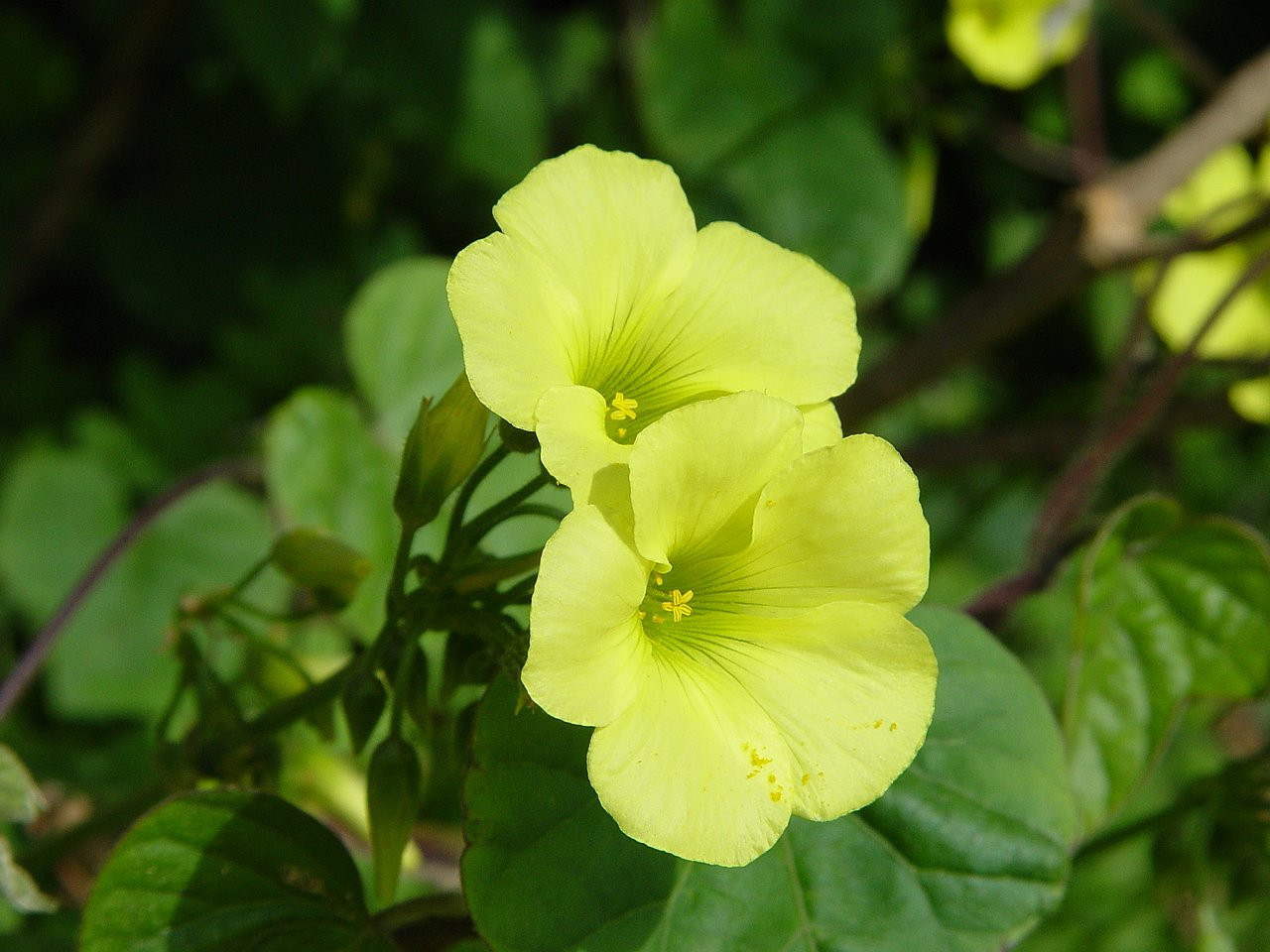
Knikkende klaverzuring

De Kretenzische flora is van een uitzonderlijke diversiteit: er groeien 2170 verschillende soorten planten en bloemen (in heel Griekenland, naar schatting, ruim 6000) en vele daarvan komen alleen op Kreta voor: het Kretenzische zonneroosje, de Kretenzische iris, de Kretenzische pijpbloem, de Kretenzische zwaardlelie en de Diktamo, verwant aan onze majoraan. De meest zeldzame soorten worden in de bergen gevonden. Ook wilde kruiden worden voornamelijk in de bergen gevonden, waarbij salie, marjolein, tijm en dragon het meest gekend zijn.
Tussen april en juni is op Kreta overal waar water is een rijkdom aan bloemen en begroeiing te zien. Er bloeien dan fruit- en amandelbomen, granaatappels, brem, oleander en kastanjes. De weiden en velden zijn bedekt met klaprozen, anemonen, narcissen, cyclamen en wilde tulpen. Op de berghellingen groeien geurige kruiden als tijm, oregano, salie en munt. Daartussen staan witte, roze en violette goudrozen en orchideeën. Naast de 15 miljoen olijfbomen die groeien op Kreta is de druif de belangrijkste cultuurplant van Kreta. In de kustvlakten worden bovendien citrusvruchten, bananen, kiwi's en avocado's geoogst en vlas, graan en groente verbouwd. In de hoger gelegen gebieden van Kreta groeien naaldbomen, esdoorns en zomereiken. Aan de kust van Kreta vindt u ook cipressen, platanen en de eucalyptus, die vooral langs wegen wordt geplant. In de tuinen op Kreta groeien allerlei vrucht en fruitsoorten. Langs de stranden van Kreta staan struiken en soms zelfs, zoals in Vai of Préveli, Kretenzische palmen die op de dadelpalm lijken, maar geen rijpe vruchten voortbrengen. In totaal komen op Kreta ongeveer 2000 verschillende plantensoorten voor, waarvan zo'n 150 inheems zijn. Deze laatste zijn dus alleen op Kreta te vinden.
Eind april tot begin mei bloeien 25 soorten orchideeën. Tussen een 'vroeg' en een 'laat' voorjaar kan wel zes weken tijdsverschil zitten. In een laat voorjaar (zoals in 2003) begint dan eind april voor zeer veel planten tegelijk de bloeiperiode, maar in een vroeg voorjaar (zoals in 2000) wordt de bloei van deze soorten over een langere periode 'uitgesmeerd' zodat beduidend minder soorten tegelijk bloeien.
Er zijn 311 soorten planten die nergens anders in Griekenland voorkomen en nog eens 57 Aziatische soorten zijn ook elders in Europa onbekend. De vegetatie van Kreta heeft in het verleden te lijden gehad door sterke ontbossing, met name tijdens de Venetiaanse en Turkse overheersing. Dit gebeurde hoofdzakelijk om het hout te verkrijgen voor de bouw van schepen. Al eeuwenlang is de geit (ook wel de gesel van de Middellandse Zee genoemd) een belangrijke factor, naast - meer recent - het bouwen van hotels en appartementen op land waar voorheen interessante en zeldzame planten groeiden.
Wie op Kreta op zoek gaat naar planten moet met diverse zaken rekening houden. Zoals op veel andere plaatsen is de hoogte boven zeeniveau van veel invloed, hoe hoger boven zeeniveau, hoe later het voorjaar begint. Op een gegeven tijdstip kan men in de bergen wellicht nog soorten in bloei zien, die dan lager, aan de kust, al zijn uitgebloeid. Verder speelt het verschil tussen oost en west, tussen noord- en zuidzijde op Kreta een grote rol. Het Westen krijgt circa 30 procent meer regen dan het Oosten en blijft dus naarmate de zomer vordert langer groen. Aan de zuidkust valt gemiddeld minder regen dan aan de noordkust, zodat het Noordwesten beduidend meer neerslag heeft dan het Zuidoosten. De bergdalen kunnen plaatselijk zeer lang groen blijven door de geleidelijk smeltende sneeuw. Diverse hoogvlakten, zoals die van Lassithi en die rond Amari zijn relatief vochtig. De Messara-vlakte in het zuiden (rond Agii Deka en Mires) is droog. Daarnaast heeft de geologie nog invloed: op kalk groeien andere plantensoorten dan op het oergesteente van de Lefka Ori en de Idi.
Mooie gebieden waar typische vegetaties te zien zijn, zijn de Topolia-kloof ten zuiden van Voulgaro in de buurt van Kissamos; en de kloven, waarvan Kreta er circa 45 heeft, in het algemeen. Al is de Samariakloof het bekendst, sommige andere zijn wat de vegetatie betreft zeker zo interessant, zoals de Imbroskloof juist ten oosten van de Samaria-kloof en de Kourtaliotis- en Kotsofou-kloof, waar men overigens ook vaak gieren kan zien. Verder is de zuidkust, met name in de omgeving van Chora Sfakion (Chora Sfakion), bij Paleochora en ten oosten van Ierapetra interessant door de extreem droge biotoop met veel kussenvormige stekelige soorten. De Amari-hooglanden ten oosten van Spili op Centraal-Kreta zijn bijzonder soortenrijk; waar de Tripolitsa kalksteen aan de oppervlakte komt, kan men tot wel 25 soorten orchideeën tegelijk in bloei zien staan. Het verdient wel aanbeveling om een gids mee te nemen die de groeiplaatsen kent; van een afstandje merkt men er vaak niets van dat sommige plaatsen zo rijk zijn aan planten, doordat ze vaak verborgen in rotsspleten groeien.

## Verkeer en vervoer
Kreta heeft drie luchthavens: Iraklion nabij de hoofdstad Heraklion, Chania en als derde Sitia, waarvan Sitia alleen nationaal aangevlogen wordt. Er is een veerverbinding met Piraeus (Athene), Thessaloniki, Santorini, Karpathos, Rhodos en in het seizoen van Kissamos naar Githion op de Peloponnesos.

## Bekende Kretenzers
Het eiland Kreta heeft onder andere de volgende personen voortgebracht:
- John Aniston (1933-2022), Grieks-Amerikaans acteur
- Charikleia Daskalaki, heldin van het drama bij Arkadi
- Daskalogiannis (1725-1771), vrijheidsstrijder uit de regio Sfakia
- Ahmed Resmî Efendi, 18e-eeuws Ottomaans staatsman, diplomaat en boekenschrijver
- Giritli Ali Aziz Efendi, 18e-eeuws Ottomaans schrijver en diplomaat
- Mustafa Ertuğrul (1892-1961), Turks marineofficier
- Gabriël, abt van het Arkadi-klooster
- Kostis Giaboudakis, held van het drama bij Arkadi
- Nikos Kazantzakis, schrijver. De luchthaven nabij Heraklion is naar hem vernoemd.
- Sokratis Lagoudakis (1861-1944), Grieks marathonloper en leprabestrijder
- Nikos Machlas (1973), voetballer die o.a. bij Vitesse en Ajax speelde
- Konstantinos Mitsotakis (1917-2017), premier van Griekenland
- Nana Mouskouri (1934), Grieks zangeres
- Giritli Sırrı Pasha (1844-1895), Ottomaans schrijver
- George Psychoundakis (1920–2006) verzetsstrijder WO2, auteur van The Cretan Runner
- Salacıoğlu (1750-1825), Turks dichter
- Joseph Sifakis (1946), informaticus
- Domenikos Theotokopoulos, alias El Greco (1541-1614), Grieks schilder
- Eleftherios Venizelos (1864-1936), Grieks politicus
- Sophoklis Venizelos (1894-1964), Grieks politicus

## Sport
- Pankritio Stadion - Iraklion - cap. 33000
- Theodoros Vardinoyannisstadion - Iraklion - cap. 9000
- Chaniastadion - Chania - cap. 3000
- Gallos Stadion - Rethimnon - cap. 1300

Attica · Centraal-Griekenland · Centraal-Macedonië · Epirus · Ionische Eilanden · Kreta · Noord-Egeïsche Eilanden · Oost-Macedonië en Thracië · Peloponnesos · Thessalië · West-Griekenland · West-Macedonië · Zuid-Egeïsche Eilanden

Autonome Monastieke Staat van de Heilige Berg (Athos)

Periferie-districten · Gemeenten
Achaea · Alexandria et Aegyptus · Africa · Alpes Cottiae · Alpes Maritimae · Alpes Poeninae · Arabia Petraea · Armenia Inferior · Asia · Britannia · Cappadocia · Cilicia · Corsica · Creta · Cyprus · Cyrenaica · Dacia · Dalmatia · Epirus · Galatia · Gallia (Aquitania · Belgica · Lugdunensis · Narbonensis) · Germania (Inferior · Superior) · Hispania (Baetica · Lusitania · Tarraconensis) · Italia · Iudaea · Lycaeonia · Lycia · Macedonia · Mauretania (Caesariensis · Tingitana) · Moesië (Inferior · Superior) · Noricum · Numidia · Pannonia (Inferior · Superior) · Pamphylia · Pisidia · Pontus et Bithynia · Raetia · Sardinia · Sicilia · Syria · Thracia

Tijdelijke bezettingen: Germania (7-9 n.Chr.) · Armenia (114-117 n.Chr.) · Assyria (116-117 n.Chr.) · Mesopotamia (115-117 n.Chr.)